# ¡Qué Locura!
¡Qué Locuras! (in italiano Che follia!) era un programma televisivo venezuelano di intrattenimento, andato in onda su Venevisión fra il 2001 e il 2019.
Lo spettacolo prevedeva l'uso di telecamere nascoste che registravano scherzi a celebrità locali o internazionali. Come genere era simile allo statunitense Punk'd, in onda su MTV, o all'italiano Scherzi a parte.